# Буйный (миноносец)
«Буйный» — головной эскадренный миноносец одноимённого типа, погибший в Цусимском сражении.

## Строительство
В 1901 году зачислен в списки судов Балтийского флота и заложен на судоверфи Невского судостроительного и механического завода в Санкт-Петербурге, спущен на воду 11 августа 1901 года, вступил в строй 28 июня 1902 года. После вступления в строй отправился на Дальний Восток России с отрядом А. А. Вирениуса, однако с началом Русско-японской войны вернулся в Россию.

## Служба

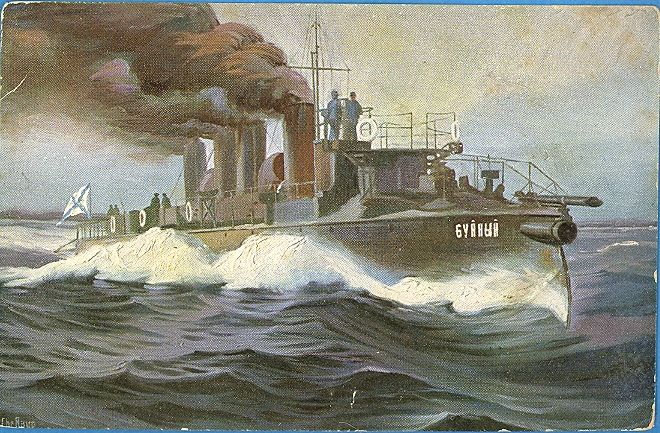
Почтовая открытка с изображением миноносца

Миноносец зачислен в состав Второй Тихоокеанской эскадры и 29 августа 1904 года покинул Кронштадт под командованием капитана 2-го ранга Н. Н. Коломейцева.
Во время Цусимского сражения 14 мая 1905 года «Буйный» входил в состав 1-го отделения миноносцев и держался на левом, нестреляющем борту русских броненосцев, находясь в распоряжении командира броненосца «Ослябя». Как только «Ослябя» начал тонуть, миноносец полным ходом подошёл к гибнущему кораблю и под огнём начал спасать плавающую в воде команду, спустив на воду вельбот под командованием мичмана Храбро-Василевского. Всего «Буйный» взял на борт 204 человека (в том числе флагманского штурмана подполковника Осипова, мичмана князя Ливена, мичмана князя Горчакова, мичмана Казмичева, мичмана Бартенева), после чего попал под обстрел японских крейсеров и вынужден был прекратить спасение экипажа броненосца. Хотя попаданий японских снарядов в «Буйный» не было, но осколками одного из них был ранен принимавший в воды людей артиллерийский квартирмейстер Пимен Казаков, а несколько человек с «Осляби» убиты в воде.
Другие миноносцы покинули место гибели «Осляби», но «Буйный», разворачиваясь, повредил об обломки оба винта и намотал на правый винт стальные снасти, в результате чего машина остановилась. По приказу поручика Даниленко тросы перерубили, но вода из котлов уже успела заполнить тёплый ящик, и он лопнул (образовалось отверстие размером 1 x 1,5 дюйма, которое удалось закупорить лишь отчасти), в результате чего через 2-3 часа пришлось перейти на питание забортной водой.
В 3 часа 30 минут миноносец дал полный ход и, отстреливаясь из орудий, направился к ушедшей вперёд эскадре. Вельбот поднять из воды не удалось, и его пришлось оставить.
В 5:50 на «Буйном» заметили горящий русский корабль, сильно обстреливаемый противником. Этим кораблём оказался флагманский броненосец «Князь Суворов». Под огнём неприятеля «Буйный» на сильной зыби подошёл к наветренному борту броненосца, при этом выстрел броненосца свернул 47-мм пушку и повредил площадку 75-мм орудия. Этот отчаянный манёвр, по свидетельству современников, принёс «Буйному» и его командиру бессмертную славу. Вице-адмирал З. П. Рожественский, флаг-офицер капитан 1-го ранга К. К. Клапье де Колонг, ещё 5 офицеров штаба и 16 нижних чинов были приняты на миноносец. Это были последние члены экипажа броненосца, спасшиеся с него. Фельдшер миноносца Пётр Кудинов сделал Рожественскую первую операцию.
При отходе от «Суворова» «Буйный» подвергся ожесточённому обстрелу японскими кораблями, добивавшими «Суворова», получил прямое попадание в носовую часть выше ватерлинии, осколком был убит квартирмейстер Шуваев, спасённый с «Осляби». К этому моменту на миноносце в общей сложности находилось уже 302 человека.
До 11 часов вечера миноносец держался на правой раковине крейсера «Дмитрий Донской», однако из-за течи в тёплом ящике вынужден был питать котлы забортной водой, в результате чего резко снизились тяга и скорость, а один котёл пришлось отключить совсем. В темноте «Буйный» потерял крейсер, но продолжал идти курсом Норд-Ост 23°. Около 6:00 15 мая «Буйный» соединился с крейсером «Дмитрий Донской» и миноносцами «Бедовый» и «Грозный». К 8:00 вице-адмирал З. П. Рожественский и его штаб (7 человек) были переданы на «Бедовый», а часть команды «Осляби» — на крейсер «Дмитрий Донской», после чего «Бедовый» в сопровождении «Грозного» быстро ушли.
На горизонте появились неприятельские миноносцы. К этому моменту на борту «Буйного» оставалось еще около 100 человек из команды «Осляби», а к перегрузке угля с крейсера приступить так и не успели. Русские корабли взяли курс на Владивосток, но «Буйный» не мог развить ход больше 9 узлов, а угля оставалось на 6 часов хода. Командир крейсера не желал оставить миноносец, несмотря на предложение капитана Коломийцева, тогда (по решению совета корабельных офицеров и офицеров с «Осляби») «Буйный» поднял сигнал «Терплю бедствие», и команда (сначала «ослябцы», а затем команда миноносца без вещей) начала переходить на подошедший «Дмитрий Донской». Также были переданы денежный сундук и секретные документы. На борту миноносца с целью подготовки его к взрыву остались командир Коломейцев, минный офицер лейтенант Вурм и минный кондуктор Иван Тюлькин. Их забрал баркас с крейсера, но взрыв не удался, и «Дмитрию Донскому» пришлось потопить миноносец огнём из 6-дюймового орудия. В 11 часов 30 минут в 70 милях к югу от острова Дажелет «Буйный» затонул с поднятыми кормовым и стеньговыми флагами.
Вечером 15 мая на борту «Дмитрия Донского» в его последнем бою с настигшими корабль японскими крейсерами были ранены командир «Буйного» Н. Н. Коломейцев, мичман Храбро-Василевский и 10 нижних чинов, погиб член машинной команды миноносца. Все уцелевшие высажены с командой «Дмитрия Донского» на остров Дажелет, где 16 мая взяты в японский плен.

## Офицеры
- Командир капитан 1-го ранга Коломейцев, Николай Николаевич
- Минный офицер лейтенант Вурм, Николай Васильевич
- Вахтенный начальник мичман Храбро-Василевский, Владимир Иосифович
- Вахтенный начальник мичман Алышевский, Павел Викторович
- Судовой механик поручик КИМФ Даниленко, Евгений Григорьевич